# Dorpskerk (Olst)
De dorpskerk of Willibrordkerk in de Overijsselse plaats Olst is een eenbeukige laatgotische kerk.
De kerk werd in de 13e eeuw gebouwd op de plaats waar daarvoor al een kapel had gestaan. Er zijn tufstenen funderingen uit de 12e eeuw aangetroffen. De toren van de kerk werd omstreeks 1200 gebouwd. Omstreeks 1336 werd de tufstenen onderlaag van de toren met baksteen verhoogd. In die periode werd ook het romaanse koor vervangen. Op het eind van de 15e eeuw werd het schip verhoogd en werd de toren opnieuw verhoogd. De kerk was oorspronkelijk gewijd aan Sint-Willibrord. Ingrijpende restauraties vonden plaats in de jaren 1861 en 1955 t/m 1957. De laatstgenoemde restauratie vond plaats onder leiding van de architect W.P.C. Knuttel.
In de kerk bevindt zich het restant van een 13e-eeuws romaans doopvont. De kerk heeft twee orgels. Het ene orgel werd in 1810 gebouwd en werd in 1880 door de zonen van Petrus van Oeckelen verbouwd. Het tweede orgel werd gebouwd door Verschueren. Een van de klokken in de toren dateert uit 1723 en werd gegoten door de Hoornse klokkengieter Joan Nicolaus Derck.
Kerk en toren werden in 1971 als rijksmonument ingeschreven in het monumentenregister.

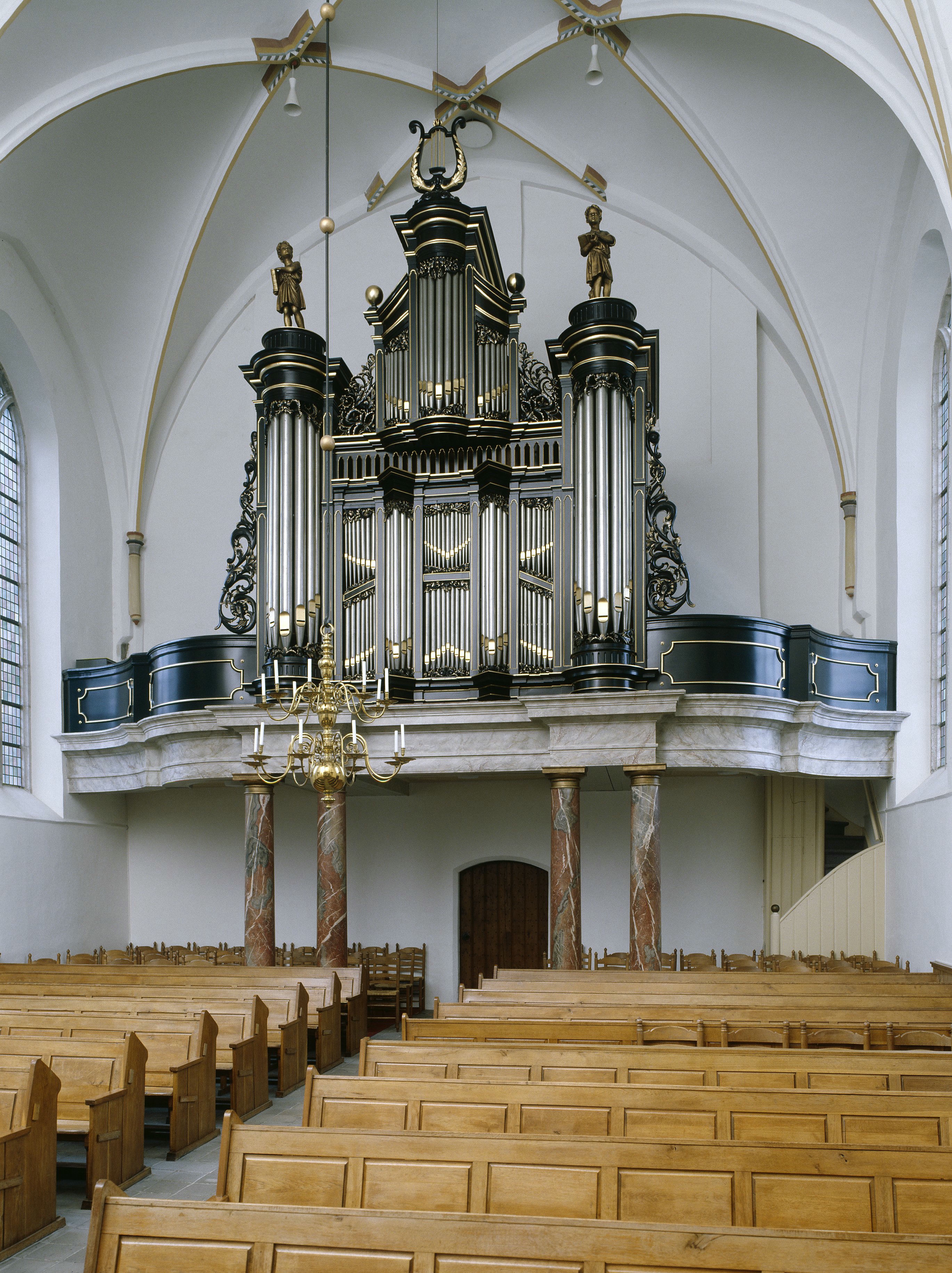
Orgel
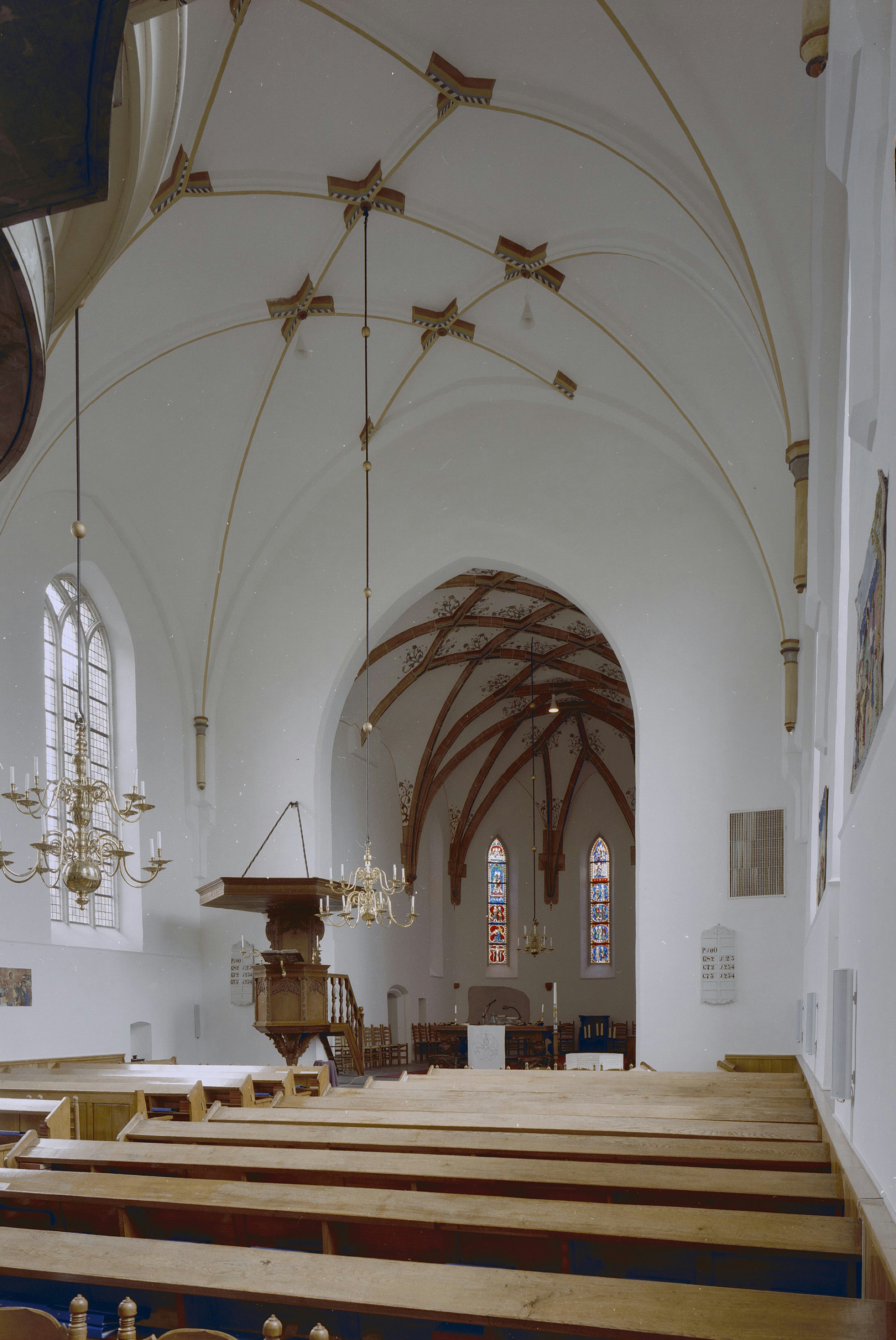
Interieur
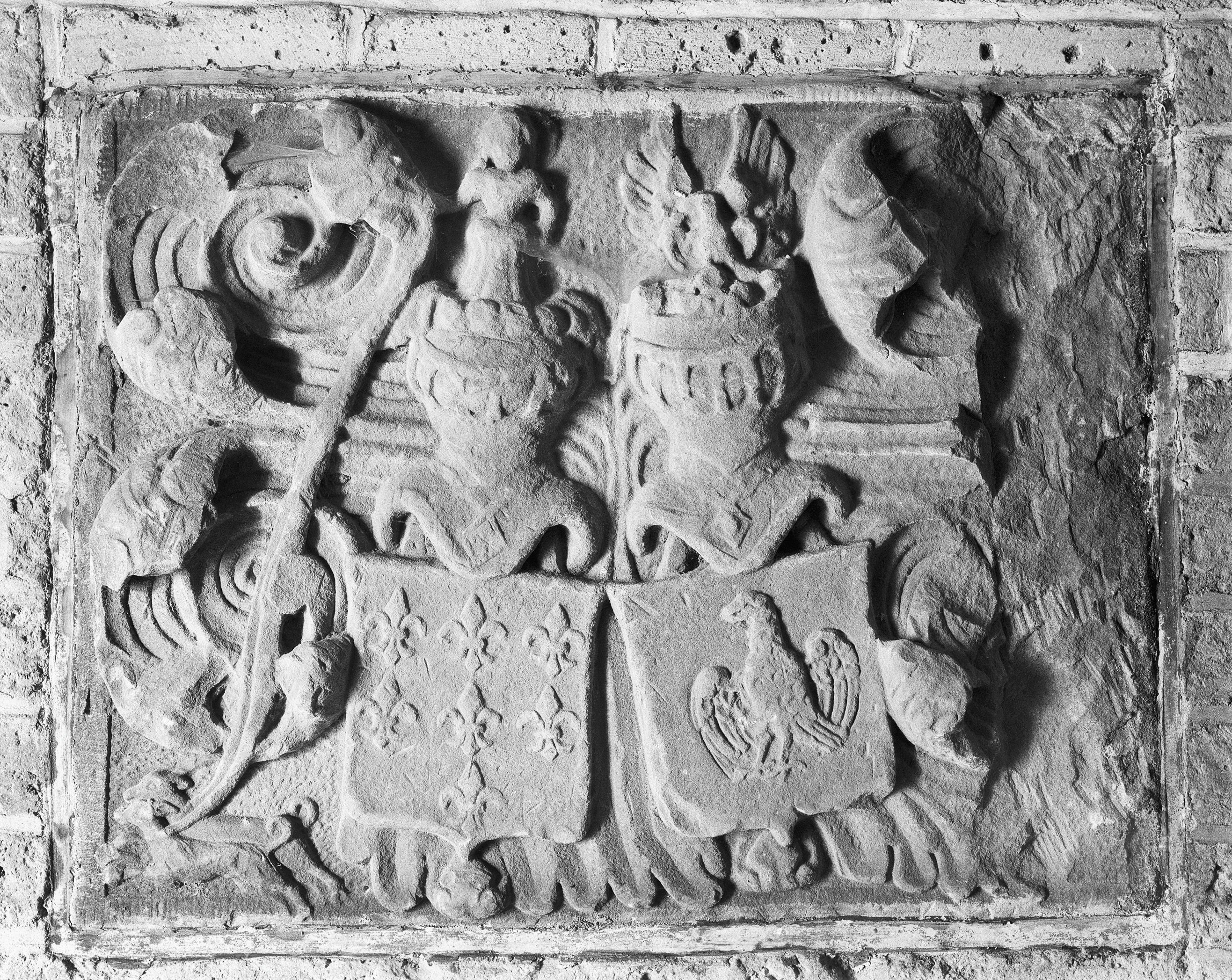
Reliëf in torenportaal